# Ciepłowody (gmina)
Pour la localité, voir Ciepłowody.
Ciepłowody est une gmina rurale du powiat de Ząbkowice Śląskie, Basse-Silésie, dans le sud-ouest de la Pologne. Son siège est le village de Ciepłowody, qui se situe environ 11 km au nord-est de Ząbkowice Śląskie, et 52 km au sud de la capitale régionale Wrocław.
La gmina couvre une superficie de 77,53 km2 pour une population de 3 193 habitants.

## Géographie
La gmina est bordée par les gminy de Koniecpol, Radków, Szczekociny et Włoszczowa.
La gmina contient les villages de Baldwinowice, Brochocin, Cienkowice, Ciepłowody, Czesławice, Dobrzenice, Jakubów, Janówka, Karczowice, Kobyla Głowa, Muszkowice, Piotrowice Polskie, Stary Henryków, Targowica, Tomice et Wilamowice.